# Derbeke
Der Derbeke (russisch Дербеке, auch Derbeki (Дэрбэки)) ist ein 389 km langer linker Nebenfluss der Adytscha im Flusssystem der Jana in Sibirien (Russland, Asien). 
Der Fluss entsteht an der Ostflanke des dort über 1.600 m hohen Chunchadinkammes (Хунхадинский хребет) im südöstlichen Teil des Werchojansker Gebirges. In nördlicher bzw. nordöstlicher Richtung durchquert der Fluss langsam und stark mäandrierend fließend (0,4 m/s) eine weite sumpfige Senke, bevor er im Unterlauf wieder den Charakter eines Gebirgsflusses mit Stromschnellen und steilen Ufern annimmt und schließlich in knapp 400 m Höhe in die Adytscha mündet. In Mündungsnähe ist der Derbeke etwa 50 m breit und 1,5 m tief; die Fließgeschwindigkeit beträgt hier 2,3 m/s.
Das Einzugsgebiet des Derbeke umfasst 14.100 km2. Es liegt vollständig auf dem Territorium der Republik Sacha (Jakutien).
Im Winter kann der Derbeke abschnittsweise bis zum Grund durchfrieren.